# Aphelinus spiraecolae
Aphelinus spiraecolae is een vliesvleugelig insect uit de familie Aphelinidae. De wetenschappelijke naam is voor het eerst geldig gepubliceerd in 1995 door Evans & Schauff.